# Johann August Arens
Johann August Arens (2. oktober 1757 i Hamborg – 18. august 1806 i Pisa) var en tysk klassicistisk arkitekt uddannet i Danmark.
Johann August Arens var søn af en snedker fra Stralsund, Carl Nicolaus Arens og hustru Catharina Dorothea Vorwerck. Fra 1778 til 1783 studerede han ved Universität Göttingen og ved Kunstakademiet i København under C.F. Harsdorff, hvor han opnåede alle fire sølv- og guldmedaljer. 1782 var han konduktør for C.F. Harsdorff på Botanisk Haves læsesal ved Christiansborg.
Han fik et stipendium fra det Patriotiske Selskab i Hamborg, der satte ham i stand til at rejse til Frankrig i 1784 og 1785, hvor han studerede under Charles de Wailly i Paris og gjorde sig bekendt med datidens såkaldte revolutionsarkitektur og tendenser inden for rumudsmykning. 1786 og 1787 var han i England og Italien. I England studerede han havekunsten; særligt samspillet mellem havekunst og arkitektur. I Napoli studerede han antikkens værker, som han tegnede og malede. 1787 mødte han Johann Wolfgang von Goethe, der var på sin berømte italiensrejse, og Goethe inviterede Arens til Weimar for at arkitekten kunne forestå genopførelsen af Weimar Stadtschloss, der var brændt 1774. 1791 blev han udnævnt til fyrstelig Baurat.
1790 tog han tilbage til Hamborg, blev medlem af det Patriotiske Selskab og fik borgerskab. 3. juni 1793 ægtede han præstedatteren Cecilia Elisabeth Liebrecht. Hamborg blev hans væsentligste virkefelt: Her skabte han omkring 30 byhuse, landsteder, haveanlæg og monumenter, hvoraf kun få dog har overlevet til vore dage. Ved siden af C.F. Hansen og J.C. Lillie regnes Arens for klassicismens væsentligste skikkelse i Hamborg-området. Arensweg i Hamburg-Winterhude er opkaldt efter ham. Han var æresmedlem af Akademie der Künste i Berlin.

## Værker
- Genopførelse af Weimar Stadtschloss, Weimar (1789-92)
- Römisches Haus, Weimar (1797)
- Privathuse i Hamborg (alle nedrevet)
- Kapel, Skt. Petri Kirkegård, St. Petersburger Strasse 27 (tidligere Jungiusstrasse), Hamburg (1794)
- Baron Caspar Voghts landsted i Nienstedten (1794-97, eneste bevarede, øvrige nedrevet under fransk okkupation 1813)
- Landsted for fam. Dunker i Hamburg-Horn
- Landsted for fam. Amsinck (nedrevet)
- Landsted for fam. Mönckeberg (nedrevet)
- Landsted for fam. Eiffe (nedrevet)
- Kapel, Skt. Catharinen Kirkegård, Hamborg (1796, nedrevet)
- Arbejdshus for fattiganstalten i Hamburg (1798, nedrevet 1907)
- Kirken i Wandsbek (1800, brændt 1898)
- Mindesmærke for Johann Georg Büsch, Edmund-Siemers-Allee/Rothenbaumchaussee, Hamborg (1800-02, oprindeligt på Bastion Vincent i anlæg ved Esplanade, men flyttet til nye placeringer flere gange siden. Nuværende placering siden 1984)
- Gentz'sches Treppenhaus i Weimar Stadtschloss (1801, fuldført 1802-03 af Heinrich Gentz)

## Projekter
- Botanisk Centralbibliotek, København (1779-82)
- Drivhus i Botanisk Have, København (1783)
- Projekt til nyt rådhus i Hamborg (1788)
- Projekt til børsen i Hamborg (1792)